# Barry Hulshoff
Bernardus Adriaan (Barry) Hulshoff (Deventer, 30 september 1946 – Abcoude, 16 februari 2020) was een Nederlands profvoetballer en voetbaltrainer. Hij speelde bij het "Gouden Ajax" van de tweede helft jaren zestig en eerste helft jaren zeventig van de twintigste eeuw.

## Loopbaan
Hulshoff speelde van seizoen 1965/66 tot en met seizoen 1976/77 bij Ajax. Hij was, eerst naast Velibor Vasović en later naast Horst Blankenburg, een van de centrale verdedigers van 'het Gouden Ajax', dat aan het begin van de jaren zeventig drie maal de Europacup I won. Op 9 januari 1966 maakte hij zijn debuut in een wedstrijd tegen Feyenoord.
Hulshoff werd door Rinus Michels opgesteld in de tweede mistwedstrijd tegen Liverpool op Anfield Road, op 14 december 1966 (2-2), als vervanger van de in de eerste wedstrijd geblesseerde Wim Suurbier. Na de Europacup-finale tegen AC Milan (1-4) in 1969 nam hij de plaats over van Ton Pronk. Hulshoff was een kopsterke verdediger, die ook herhaaldelijk scoorde. Niet alleen met het hoofd, maar ook met de voet. Hij speelde veertien wedstrijden voor het Nederlands elftal en scoorde daarin zes doelpunten.
Tegen het einde van zijn actieve carrière ging Hulshoff in Zuid-Limburg wonen. Hij speelde enkele jaren bij MVV en bouwde een huis in Eijsden. Bij Fortuna SC was hij technisch manager en bij MVV commercieel manager.
Hulshoff was in 1988 kortstondig assistent-trainer bij Ajax. Vervolgens werd Hulshoff trainer in België bij onder andere Wuustwezel, Lierse SK en Eendracht Aalst. Van 2004 tot 2006 was hij werkzaam als technisch directeur bij Ajax America in de Verenigde Staten. Vanaf juni 2012 was hij assistent-coach bij KVC Westerlo.
Op 14 december 2010 werd Hulshoff gekozen in de ledenraad van Ajax. Dit gebeurde na een oproep van Johan Cruijff om meer oud-voetballers in de ledenraad te krijgen. Hulshoff werd in 2016 zaakwaarnemer van Matthijs de Ligt en vervulde die rol sinds 2018 samen met Mino Raiola.
Barry Hulshoff overleed op 16 februari 2020 op 73-jarige leeftijd na een kort ziekbed. De gemeente Amsterdam had al in 2005 de Barry Hulshoffbrug naar hem vernoemd.

## Erelijst

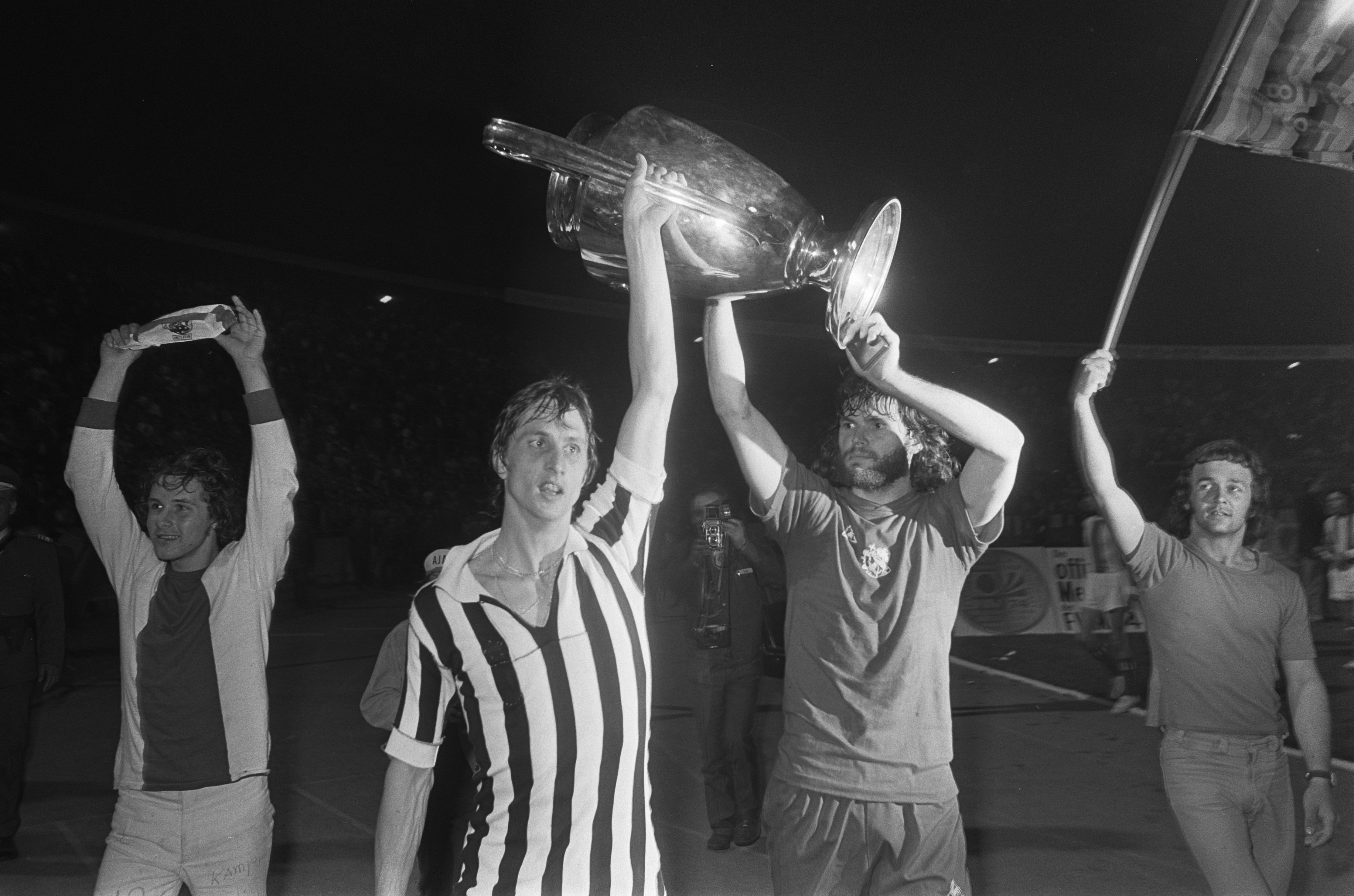
Cruijff en Hulshoff met de Europacup na de wedstrijd tegen Juventus (1973)

| Competitie                 |        |                                                               |      |      |
| Competitie                 | Aantal | Jaren                                                         |      |      |
| Ajax                       | Ajax   | Ajax                                                          | Ajax | Ajax |
| -------------------------- | ------ | ------------------------------------------------------------- | ---- | ---- |
| Mondiaal                   |        |                                                               |      |      |
| Wereldbeker voor clubteams | 1x     | 1972                                                          |      |      |
| Continentaal               |        |                                                               |      |      |
| Europacup I                | 3x     | 1970/71, 1971/72, 1972/73                                     |      |      |
| Europese Supercup          | 2x     | 1972, 1973                                                    |      |      |
| Intertoto Cup              | 1x     | Poulewinnaar in 1968                                          |      |      |
| Nationaal                  |        |                                                               |      |      |
| Eredivisie                 | 7x     | 1965/66, 1966/67, 1967/68, 1969/70, 1971/72, 1972/73, 1976/77 |      |      |
| KNVB beker                 | 4x     | 1966/67, 1969/70, 1970/71, 1971/72                            |      |      |

## Trivia
- De afgezakte voetbalkousen waren oorspronkelijk typerend voor Hulshoff, later ook voor Sören Lerby en Henning Jensen.
- Hulshoff was in 1973 in een kleine gastrol te zien in de film Op de Hollandse toer van Wim Sonneveld.
- Hulshoff was de eerste Nederlandse voetbalprof die in een Ster-reclame te zien was. In 1974 maakte hij met zijn Duitse dog Boeddha reclame voor het hondenvoermerk Chappi. Hulshoff kreeg in natura uitbetaald: Chappi voor zijn hond en voor hemzelf een videorecorder.
- Hij was een neef van de voetballers Ben Hulshoff, Dennis Hulshoff en van Sjaak Wolfs.